# 류현철
류현철(1991년 5월 8일 ~)은 KIA 타이거즈의 전 야구 선수다. 사촌형은 개그맨 장동민이다.

## KIA 타이거즈시절
2014년에 입단하였다.

## 출신 학교
- 구암초등학교
- 성남중학교
- 성남고등학교
- 경남대학교